# Jurij Vlasov
Jurij Petrovič Vlasov (Ю́рий Петро́вич Вла́сов, 5. prosince 1935 Makijivka –13. února 2021) byl ruský vzpěrač, inženýr, spisovatel a politik, olympijský vítěz.

## Sportovní kariéra
V roce 1959 absolvoval Žukovského vojenskou leteckou inženýrskou akademii, o rok později nastoupil do klubu CSKA Moskva. Na olympijských hrách 1960 v Římě získal zlatou medaili v nejtěžší váhové kategorii vzpěračů a vytvořil olympijský rekord v trojboji 537,5 kg. Stal se také čtyřikrát mistrem světa (1959, 1961, 1962 a 1963) a šestkrát mistrem Evropy (1959–1964). Na olympijských hrách 1964 byl Vlasov vlajkonošem sovětské delegace, ale obhajoba se mu nezdařila: porazil ho další reprezentant SSSR Leonid Žabotinskij, jemuž pomohla také kontroverzní taktika: předstíral zdravotní potíže, takže se Vlasov domníval, že mu na vítězství bude stačit vzepřít nižší váhu. Po tomto zklamání ukončil kariéru, ale v roce 1967 se ke vzpírání vrátil a vytvořil ještě světový rekord v tahu 199 kg. Celkem překonal světový rekord v letech 1957 až 1967 jednatřicetkrát a dosáhl maxima v trojboji 580 kilogramů. Obdržel titul zasloužilý mistr sportu a Leninův řád.

## Literát a politik
Už během sportovní kariéry publikoval články ve sportovním tisku, jeho první kniha Překonat sám sebe byla přeložena i do češtiny. V roce 1968 odešel z armády a stal se spisovatelem na volné noze. Připravil k vydání Vladimirovovy deníky, zápisky jeho otce Petra Vlasova, který ve třicátých a čtyřicátých letech sloužil pod krycím jménem Vladimirov jako diplomat a rozvědčík v Číně. Z jeho vlastní tvorby měla největší ohlas historická trilogie Křest ohněm. Od roku 1985 byl předsedou sovětské vzpěračské federace. Byl také příznivcem kulturistiky, přátelil se s Arnoldem Schwarzeneggerem a zasloužil se o vznik organizované kulturistiky v SSSR. Od roku 1989 byl členem Sjezdu lidových poslanců, původně za Komunistickou stranu Sovětského svazu, později však ze strany vystoupil a stal se členem opozičního uskupení Meziregionální poslanecká skupina. Kandidoval jako nezávislý v prezidentských volbách 1996, získal však pouze 0,2 % hlasů.

## Vlasov jako inspirace
Po ruské invazi na Ukrajinu v únoru 2022 vydal rakousko-americký kulturista a politik Arnold Schwarzenegger video, kde zmínil Jurije Vlasova jako velkou inspiraci pro svou budoucí sportovní kariéru. Poprvé ho potkal v roce 1961, když mu bylo 14 let. Na světovém šampionátu sledoval Vlasova, jak zvedl nad hlavu 200 kilogramů. Zároveň ho v zákulisí poznal jako srdečného člověka. Schwarzenegger tak ve videu hovoří o svém kladném vztahu k Rusům a Rusku. Zároveň však Rusy upozorňuje na to, že jsou ze strany svého vedení obětí dezinformací, že je to Rusko, kdo zahájil válku, a že „denacifikace Ukrajiny“ je jen záminka. Rusy, kteří v ulicích protestují proti invazi, označil za své nové hrdiny. „Máte sílu Jurije Petroviče Vlasova,“ zakončil svůj vzkaz Schwarzenegger.